# ГЕС Дхаліпур
ГЕС Дхаліпур — гідроелектростанція на півночі Індії у штаті Уттаракханд. Знаходячись між ГЕС Дхакрані (34 МВт, вище за течією) та ГЕС Кулхал (30 МВт), входить до складу каскаду на Джамні, правій притоці Гангу.
Дхаліпур є другою з чотирьох гідроелектростанцій, споруджених на дериваційному каналі, який прокладений по лівобережжю Джамни від греблі Dakpathar. В утворене останньою невелике сховище потрапляє вода, відпрацьована ГЕС Khodri (нижній ступінь каскаду на притоці Джамни річці Тонс), а вище за течією на Джамні зводиться ГЕС Vyasi.
Пройшовши станцію Дхакрані, ресурс прямує по каналу 7 км до руслового машинного залу станції Дхаліпур. Основне обладнання останньої становлять три турбіни типу Френсіс потужністю по 17 МВт, які використовують напір у 31 м та забезпечують виробництво 192 млн кВт·год електроенергії на рік.
Відпрацьована вода транспортується далі по каналу на наступну станцію каскаду.
Видача продукції відбувається по ЛЕП, розрахованій на роботу під напругою 132 кВ.